# Hanstedt (Nordheide)
Hanstedt is een gemeente in de Duitse deelstaat Nedersaksen. De gemeente maakt deel uit van de Samtgemeinde Hanstedt in het Landkreis Harburg, en is zetel van het bestuur daarvan. Hanstedt telt 5.834 inwoners.
De gemeente ligt in het noordoosten van de Lüneburger Heide.

## Indeling van de gemeente

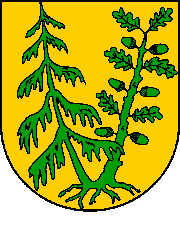
Dorpswapen Nindorf

Tot de gemeente Hanstedt behoort het ruim 350 inwoners tellende dorp Nindorf of Nindorf am Walde, dat een eigen dorpswapen voert. In dit wapen is een tweetal aan elkaar vergroeide bomen van twee verschillende soorten afgebeeld. Dit bomenkoppel, dat de bijnaam Ehepaar heeft, bestaat nog en staat in een bos nabij het dorp. Nindorf ligt bijna 3 kilometer ten zuid-zuidoosten van Handorf.
Andere dorpen en gehuchten in de gemeente zijn, naast het hoofddorp Hanstedt:
- Ollsen (5 km ten zuiden van Hanstedt)
- Quarrendorf (2 km ten noordoosten van Hanstedt)
- Schierhorn (8 km ten westen van Hanstedt) en het 1 km ten noorden van Schierhorn gelegen gehucht Weihe. Het tussen Schierhorn en Hanstedt gelegen dorpje Dierkshausen behoort tot de gemeente Asendorf.
- Verder liggen in de gemeente enkele boerderijen met eigen plaatsnaam, te weten Hansenbarg, Höpen en Royberg.

## Ligging, infrastructuur

### Buurgemeentes
- Asendorf
- Marxen
- Brackel
- Toppenstedt
- Garlstorf
- Egestorf
- Undeloh
- Buchholz in der Nordheide
- Jesteburg

### Infrastructuur
De belangrijkste verkeersader is de noord-zuidverbinding via de Autobahn A7 (Deense grens- Hamburg - Ulm - Oostenrijkse grens). Op 4 km ten oosten van Nindorf am Walde ligt afrit 40 Garlstorf van deze autosnelweg.
Door de gemeente loopt een aantal streekbuslijnen, waarvan de meeste schoolbusdiensten zijn. Deze bussen rijden op schooldagen één keer 's morgens vroeg en dan in de namiddag enkele keren in omgekeerde richting. Wel frequent rijden de bussen tussen Hanstedt en de stad Lüneburg, Station Buchholz en Station Hamburg-Harburg. Voor toeristenvervoer rijden 's zomers extra bussen (met mogelijkheid om de eigen fiets mee te nemen) met de naam Heide-Shuttle. Zie verder onderstaande externe link.

## Economie
Hanstedt is voor de omliggende dorpen het bestuur- en economisch centrum. Op het bedrijfsterrein ten noorden van het dorp is midden- en kleinbedrijf van plaatselijk belang gevestigd.
Het toerisme is, vanwege de fraaie ligging en de aanwezigheid van enige attracties, verreweg de belangrijkste bedrijfstak in de gemeente.

## Geschiedenis
Het dorp Hanstedt ontstond in de middeleeuwen, tussen de 9e en de 13e eeuw; wanneer precies, is niet zeker. De naam is een verbastering van Hohenstedt, hoog gelegen woonplaats.
In 1972 vond een gemeentelijke herindeling plaats. De tot dan zelfstandige gemeentes Nindorf, Ollsen, Quarrendorf en Schierhorn werden toen aan Hanstedt toegevoegd.
Voor het overige zijn geen historische gebeurtenissen te Hanstedt overgeleverd van meer dan plaatselijke betekenis. Afgezien van de dorpskerk en enige historische grensstenen uit de 18e en 19e eeuw bezit het dorp ook geen bouwkundige monumenten van betekenis.

## Bezienswaardigheden, toerisme
Ten oosten van Nindorf am Walde, aan de weg tussen dit dorp en de A7, is een gedeelte van de Lüneburger Heide sterk toeristisch ontwikkeld. Er is in 1970 een 61 hectare groot gebied als dierentuin ingericht, met de naam Wildpark Lüneburger Heide; langs dit gebied is in 2019 een 700 m lang, 22 m hoog boomkroonpad aangelegd, met uitzichttoren.
In het algemeen ligt de gemeente te midden van bossen en andere natuurgebieden, waarin veel wandelroutes en ook enkele fietsroutes zijn uitgezet.
Ten zuidwesten van Hanstedt ligt het Waldbad, een ook voor wedstrijdzwemmen geschikt openluchtzwembad.
De evangelisch-lutherse Sint-Jacobuskerk in Hanstedt is een neogotisch bouwwerk uit 1882.

## Partnergemeente
Hanstedt onderhoudt sedert 2004 een jumelage met Zomba (Hongarije).

## Sage over de reusBruns
In het gemeentewapen van Hanstedt is naast een niet meer bestaande windmolen een reus afgebeeld. In 1836 werd de over deze reus handelende sage in gedichtvorm door de dochter van de plaatselijke dominee op schrift gesteld, en in 2006 verscheen een verkorte versie. Het verhaal, waarvan sommigen menen, dat het door de domineesdochter geheel verzonnen is, luidt ongeveer als volgt:
Vóór de kerstening van de Germaanse bevolking van het gebied was er een reus met de naam Bruns, die met zijn gezin in de streek woonde. Toen de christelijke missionarissen arriveerden, hakten die de heilige, aan Wodan gewijde eik om. De dochter van de reus was priesteres van de godin Hulda (Vrouw Holle), en kon de gedwongen verandering van godsdienst niet verdragen. Zij martelde zichzelf tot de dood daarop volgde. Uit verdriet en woede hierover pakte Bruns een enorm rotsblok en slingerde dit in de richting van de kerk van het dorp. De reus miste wonder boven wonder zijn doelwit echter, ook bij een tweede poging. Daarop zag hij in, dat de christelijke God machtiger was dan de door hem vereerde Germaanse goden, en Bruns en zijn familie bekeerden zich. Na hun bekering vertrokken zij naar een heuvel in de buurt van Nindorf, die nog lange tijd Brunsberg heeft geheten.
Van de reus Bruns is een standbeeld in Hanstedt opgericht.

## Afbeeldingen

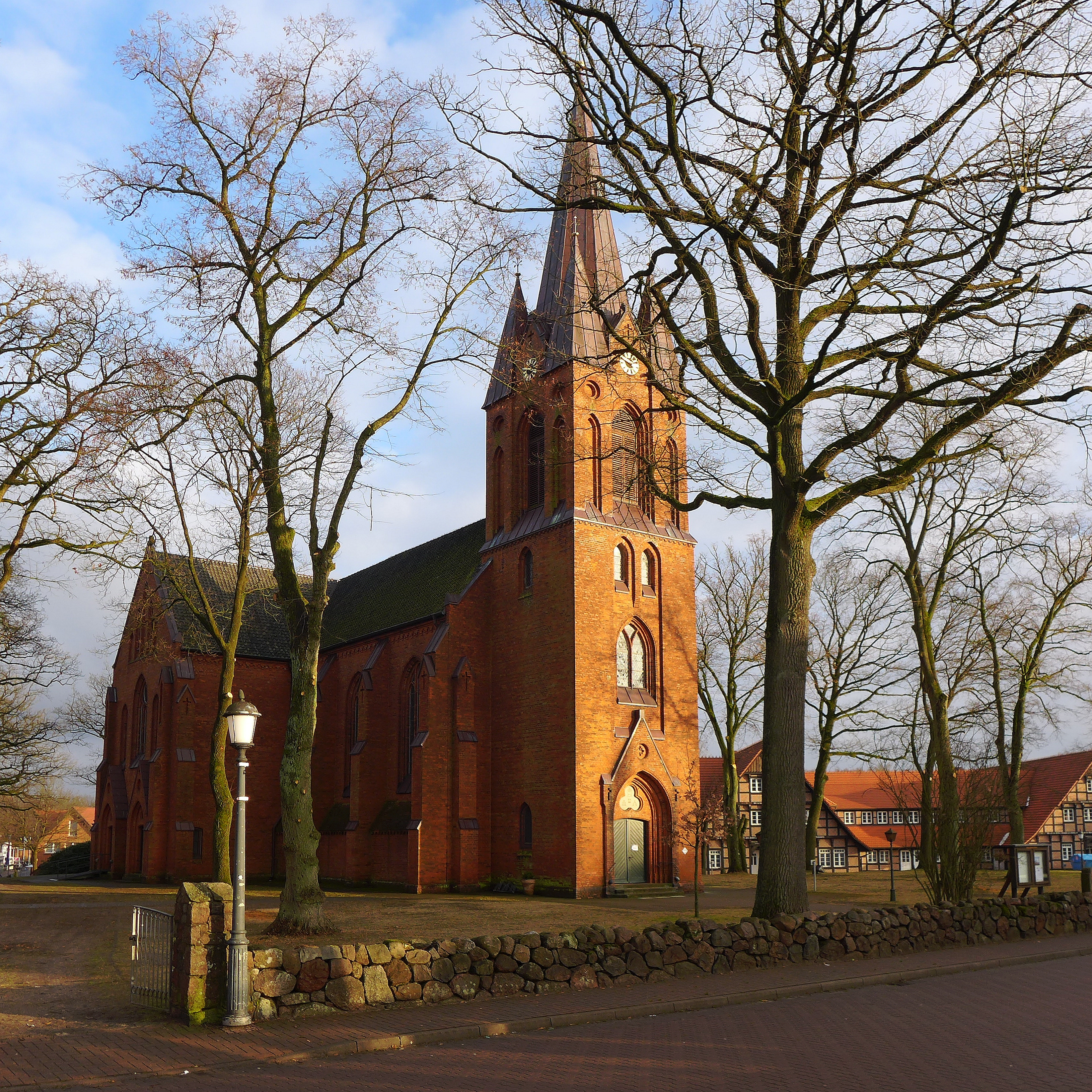
Sint Jacobuskerk
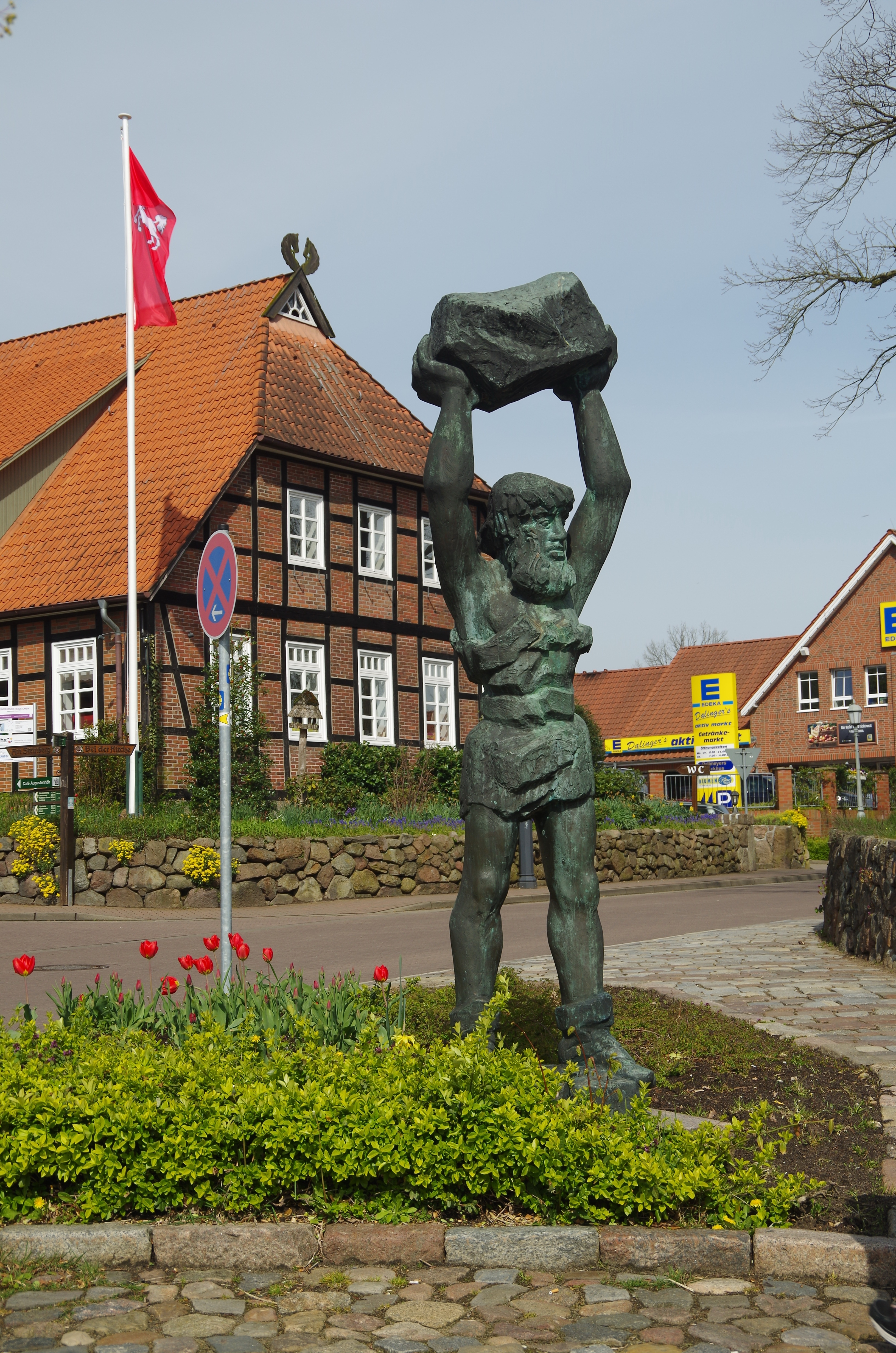
Standbeeld van de reus Bruns op een plein te Hanstedt
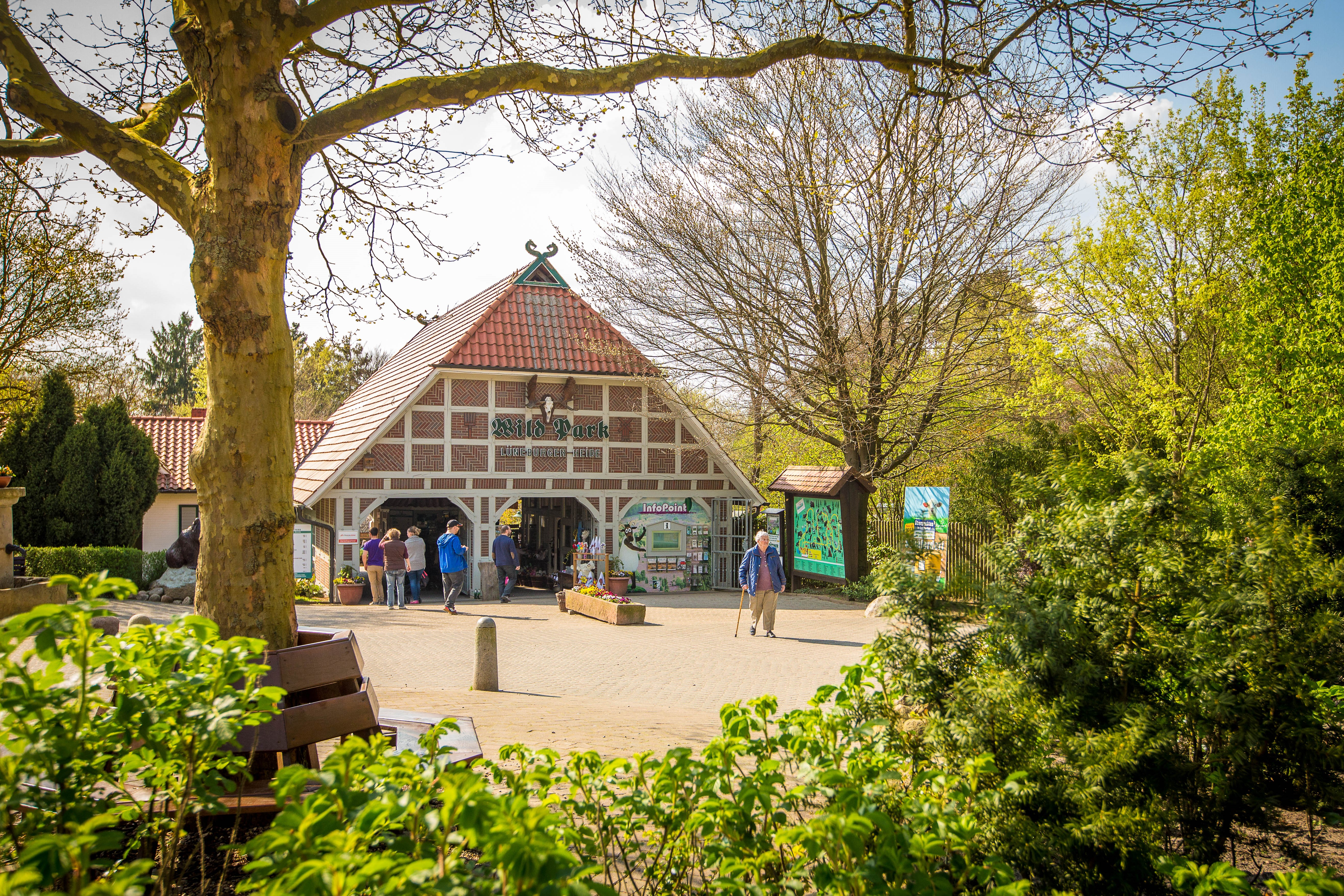
Ingang Wildpark Lüneburger Heide (dierentuin)

## Niet te verwarren met
Ongeveer 50 km ten zuidoosten van deze plaats Hanstedt ligt, iets ten oosten van de Lüneburger Heide, de plaats Hanstedt, ook wel als Hanstedt I aangeduid.
Nog 25 km verder naar het zuidoosten ligt Hanstedt II, een ten oosten van Uelzen gelegen stadsdeel van die stad.
- Gemeinsame Normdatei: 4278970-9

Appel · 
Asendorf · 
Bendestorf · 
Brackel · 
Buchholz in der Nordheide · 
Dohren · 
Drage · 
Drestedt · 
Egestorf · 
Eyendorf · 
Garlstorf · 
Garstedt · 
Gödenstorf · 
Halvesbostel · 
Handeloh · 
Hanstedt · 
Harmstorf · 
Heidenau · 
Hollenstedt · 
Jesteburg · 
Kakenstorf · 
Königsmoor · 
Marschacht · 
Marxen · 
Moisburg · 
Neu Wulmstorf · 
Otter · 
Regesbostel · 
Rosengarten · 
Salzhausen · 
Seevetal · 
Stelle · 
Tespe · 
Toppenstedt · 
Tostedt · 
Undeloh · 
Vierhöfen · 
Welle · 
Wenzendorf · 
Winsen (Luhe) · 
Wistedt · 
Wulfsen